# Hermandad del Valle (Sevilla)
La Hermandad del Valle es una cofradía católica de Sevilla, Andalucía, España. Procesiona en Semana Santa el Jueves Santo. Tiene su sede en la iglesia de la Anunciación.
Su nombre completo es Pontificia, Real, Ilustre y Primitiva Archicofradía de Nazarenos del Santísimo Cristo de la Coronación de Espinas, Nuestro Padre Jesús con la Cruz al Hombro, Nuestra Señora del Valle y Santa Mujer Verónica.

## Historia
El origen de esta hermandad es la fusión en 1590 de dos anteriores: la de la Santa Faz, fundada en 1450 en el convento del Valle, y la de la Coronación, fundada en 1540 en la iglesia de San Martín.
Residió en el convento del Valle hasta el siglo XIX, pero sufrió grandes daños por la invasión francesa. En 1810 se cierra el convento y se trasladan a San Román, luego a la de San Andrés, en 1892 al convento del Santo Ángel y a partir de 1970 se ubica en el templo de la Anunciación.

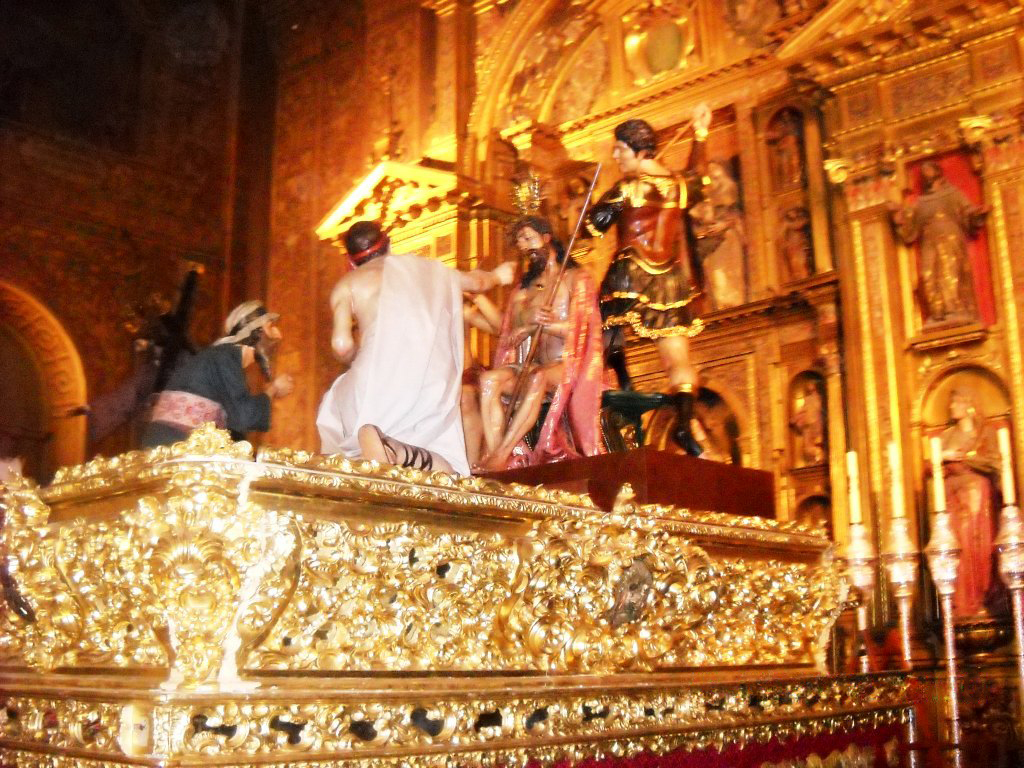
Paso de misterio de la Coronación de Espinas

Fue la primera hermandad sevillana que recibió el título de archicofradía, concedido por el papa Pío VII el 23 de diciembre de 1817, por lo que cuenta con el título de primitiva. El 13 de enero de 1808 el rey Carlos IV le otorgó el título de real. El 22 de marzo de 1825 el papa León XII le otorgó el título de pontificia.
Por esta historia, su escudo es el del rey de España, incluyendo el Toisón de Oro, y el escudo del papa Pío VII. Sobre ambos está la Cruz de la Orden de Malta, que es la Orden de los Caballeros de San Juan, con una corona de espinas y una varilla que el Evangelio menciona en el martirio de Cristo.
El día 1 de noviembre de 2002, Festividad de Todos los Santos, la Virgen fue coronada canónicamente.

## Cristo de la Coronación de Espinas

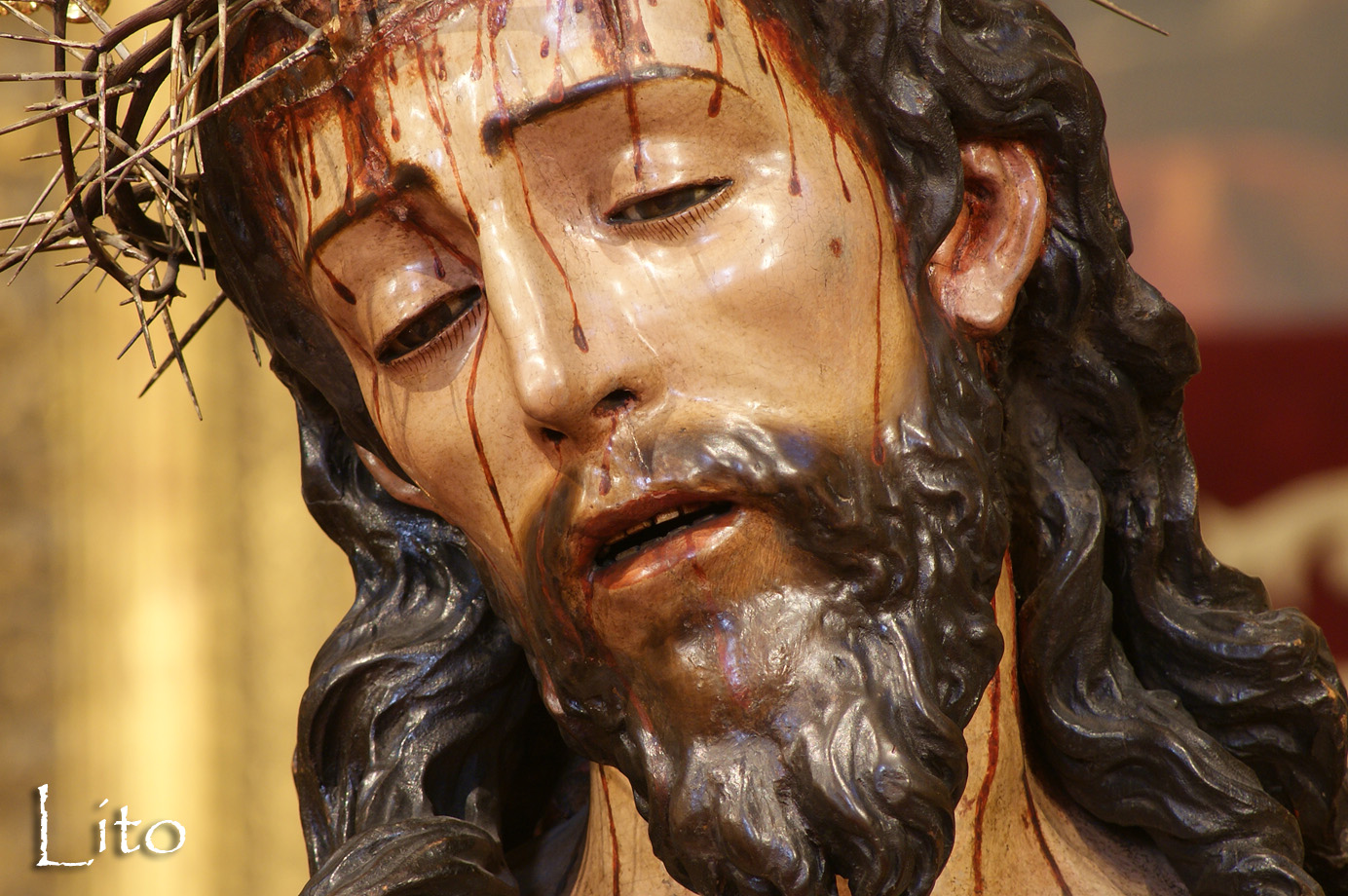
Cristo de la Coronación de Espinas.

El maestro escultor y ensamblador malagueño Agustín de Perea talló la imagen del Cristo de la Coronación de Espinas en madera de cedro a finales del siglo XVII. La imagen fue donada el 26 de agosto de 1687 por el mayordomo de la hermandad, Toribio Martínez de Huertas.
A lo largo de su historia la imagen ha sufrido diversas intervenciones: la incorporación de ojos de cristal y la eliminación de la corona de espinas tallada en el mismo bloque craneal, así como las restauraciones de Emilio Pizarro y Cruz en 1879, de Joaquín Bilbao en 1918, de Juan Abascal en 1988 y del Instituto Andaluz del Patrimonio Histórico en el 2000.
La figura del Cristo de la Coronación de Espinas es una escultura de 134 centímetros de altura, policromada y tallada en varias maderas, como el ciprés y la cedrela. La cabeza está cubierta por una corona de espinas superpuesta y su expresión se intensifica por la abundante sangre que mana de su cabeza y que corre por su cuerpo.

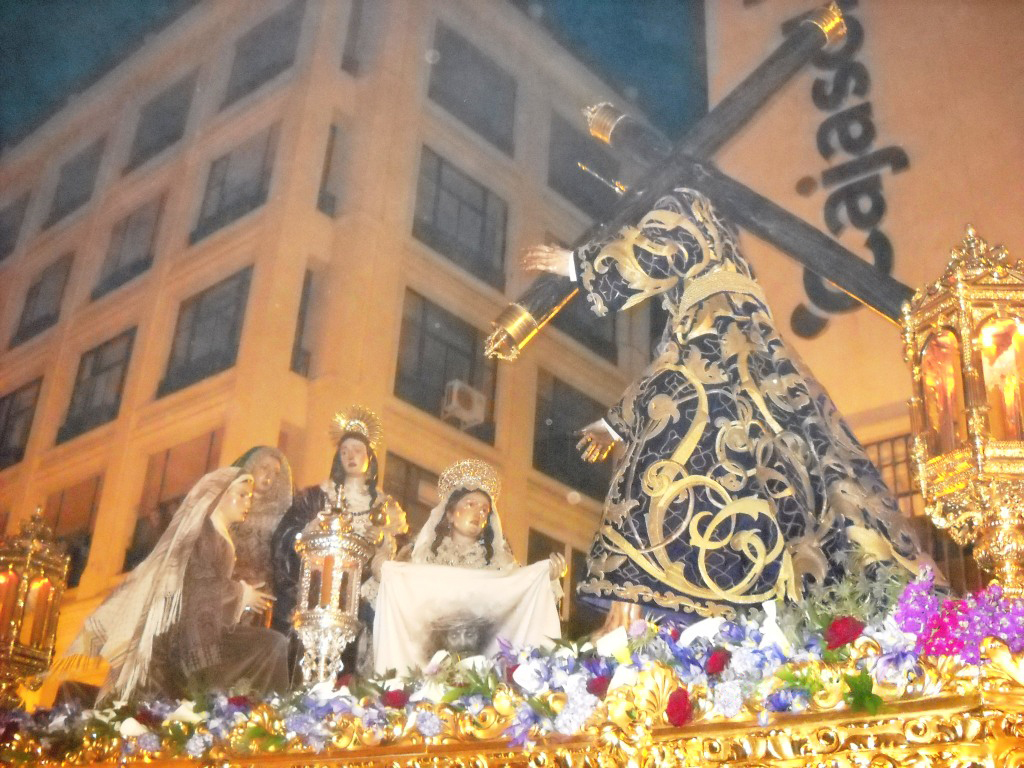
Paso de misterio de la Verónica.

El paso en el que procesiona el Jueves Santo es de madera dorada, de estilo rocalla, siendo iluminado por cuatro faroles de metal plateado, con moldurón y espejos en los huecos. El Cristo lleva potencias de plata dorada. El paso Cristo representa a Jesús siendo coronado de espinas, mientras un soldado romano, dos sayones y un sanedrita se burlan de Él. Todas las figuras, menos el Cristo, son obra de Joaquín Bilbao en 1922 quien realiza los modelos en barro que luego pasa a madera José Ordóñez como escultor de oficio. 

## Jesús con la Cruz al Hombro

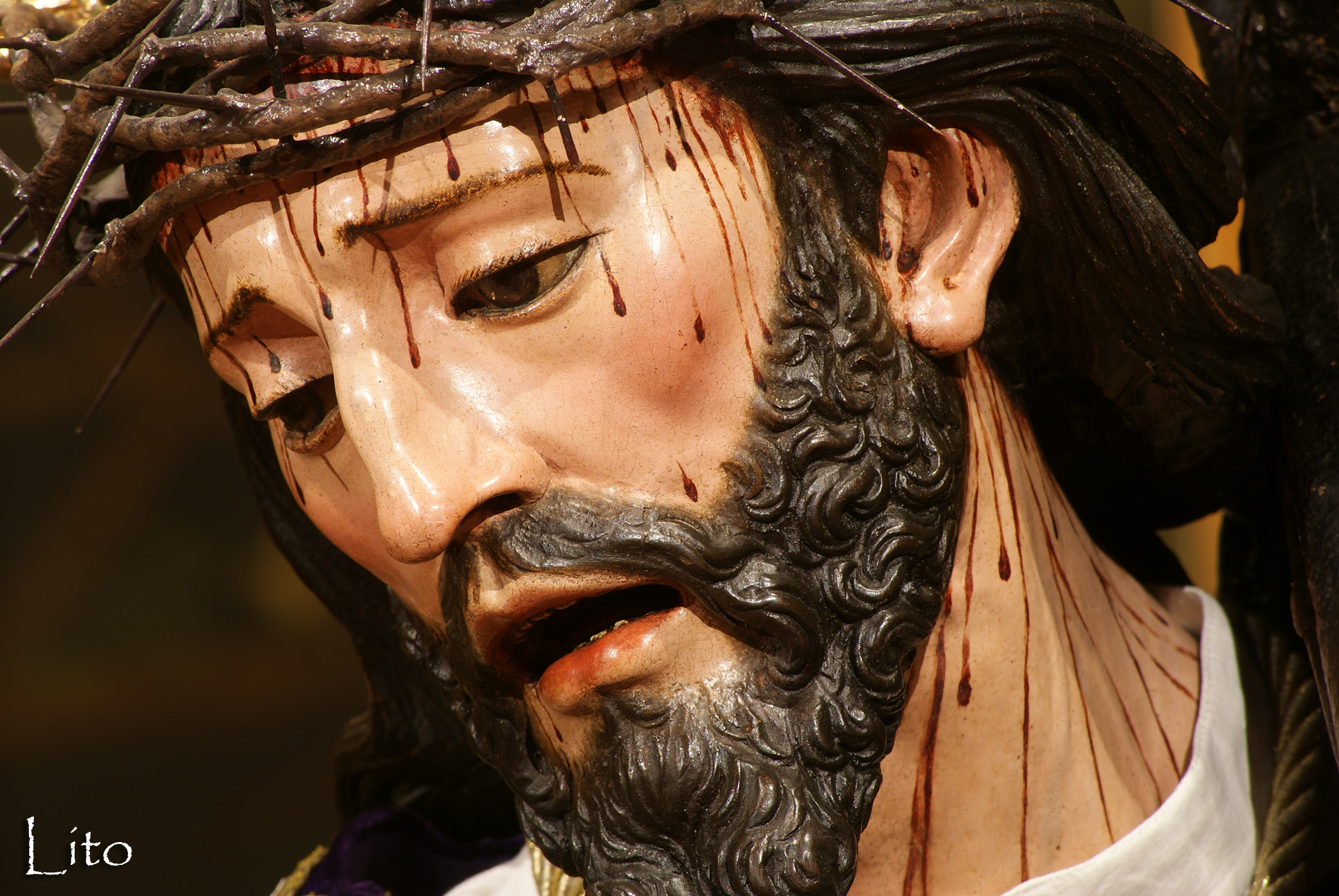
Jesús con la Cruz al Hombro.

Denominado primitivamente con el nombre genérico de Jesús de la Cruz a Cuestas, este cristo es de autor desconocido.
Documentalmente este Nazareno es citado en 1687, en el testamento del citado mayordomo de la hermandad, Toribio Martínez de Huerta, y en los propios archivos de la hermandad entre los años 1735 y 1754.
Bermejo y Carballo cataloga la escultura dentro del estilo de los Roldán, Pérez Porto la atribuye al propio Roldán, Santiago Montoto la sitúa a finales del siglo XVII, Banda y Vargas la atribuye a la escuela de José de Arce y la ubica en la segunda mitad del siglo XVII y por último Gabriel Ferreras Moreno sitúa cronológicamente la imagen en las primeras décadas del siglo XVII y por su morfología y estilística lo atribuye a un seguidor próximo a Montañés. El Señor con la Cruz al Hombro es un Nazareno de los de vestir, de 176 centímetros de altura, policromado en madera de cedrela. A principios del siglo XX por su lado derecho le caía un gran mechón de pelo, que posteriormente le fue eliminado.
En su paso se presenta a Jesús, con potencias doradas, portando la cruz en el momento del encuentro con las Santas Mujeres y con la Verónica portando el paño en el que aparece su rostro. Las Santas Mujeres fueron realizadas por Juan Bautista Patroni en 1805, salvo la Magdalena, realizada en 1799.
La Virgen es de origen anónimo del siglo XVII, siendo remodelada en 1801, las manos fueron talladas nuevamente en 1909. La Virgen luce una corona de oro.
El paso que porta el misterio es de estilo barroco y dorado. Está iluminado por cuatro faroles dorados en las esquinas y dos plateados en el centro.

## Virgen del Valle

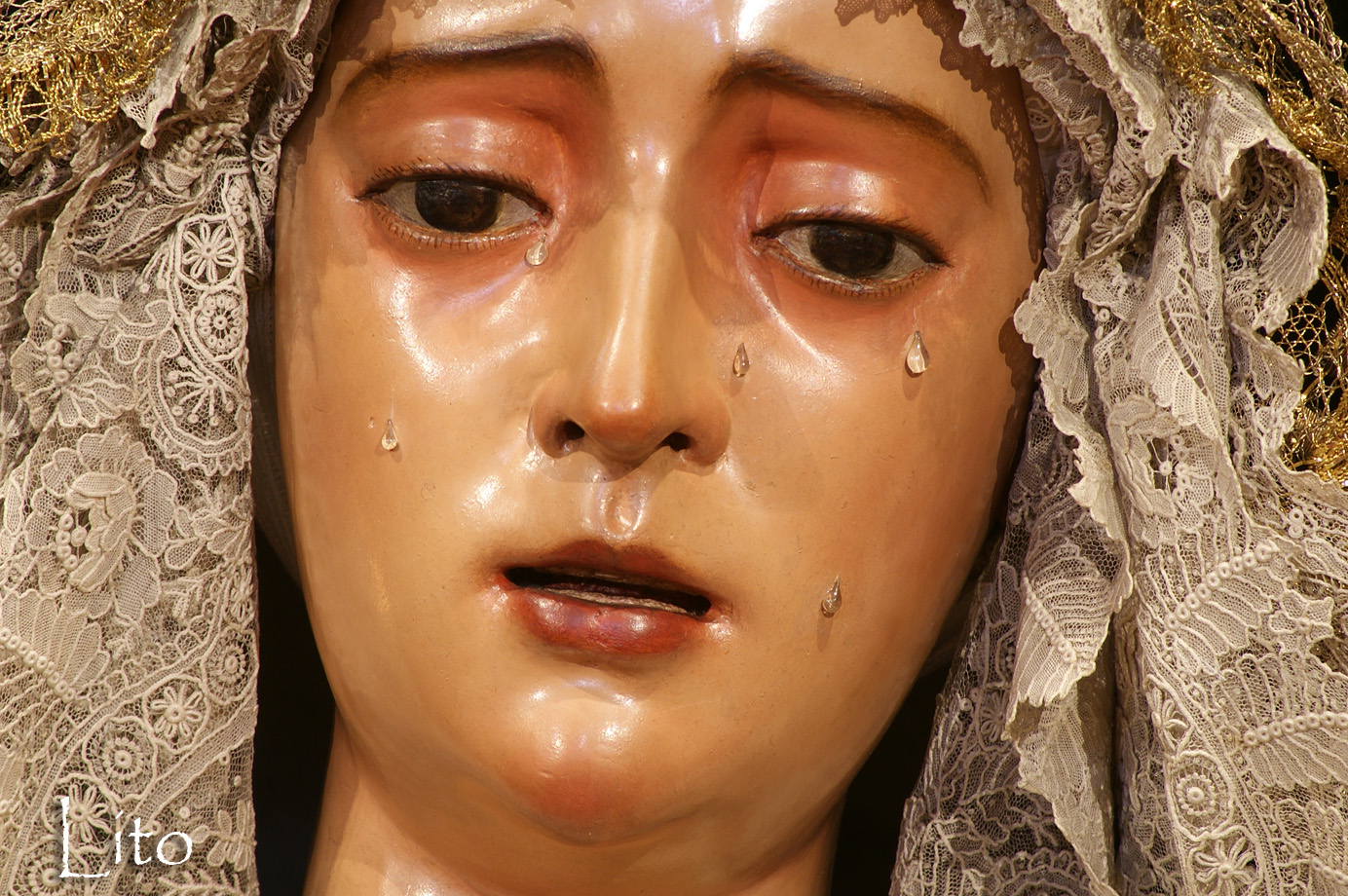
Virgen del Valle.

No existen documentos que acrediten el origen y el autor de la imagen de Nuestra Señora del Valle.
Insignes investigadores como González de León en 1852, Bermejo y Carballo en 1882 y Pérez Porto a principios del siglo XX, atribuyen la autoría de la imagen a Juan Martínez Montañés (1568 - 1649).
Sin embargo, los profesores Hernández Díaz y de la Banda y Vargas, así como los historiadores Bernales Ballesteros y García de la Concha, asignan la autoría de la imagen a Juan de Mesa (1583 - 1627) y el origen de su talla entre 1618 y 1627.
Estas atribuciones tienen una relación lógica, que se constata en la historia de la imaginería religiosa sevillana, con numerosos casos de atribuciones a Montañés, que posteriormente han resultado obra de Mesa.
En 1810, en el traslado de la hermandad del convento del Valle a la parroquia de San Román, se produjo la pérdida de las manos originales de la Virgen. En 1878 la imagen fue restaurada por Emilio Pizarro y Cruz.
El 5 de julio de 1909, en la iglesia del Santo Ángel, se produjo un incendio, prendiendo las ropas que vestía la Virgen y ocasionando quemaduras en la policromía de la cara y las manos. La restauración fue realizada por Joaquín Bilbao.
En 1980 fue restaurada por José Rivera García, con la supervisión de Enrique Pérez Comendador.
En el año 2002 la Virgen del Valle fue coronada en la catedral, y un grupo de hermanos sufragó los gastos de una nueva corona de oro inspirada en la anterior.
El paso de palio tiene orfebrería en cobre y metal plateado. El palio es granate, con bordados de hojillas de plata en las bambalinas que adquirió la hermandad en 1805 de la extinta cofradía de los 7 Dolores y Compasión que los estrenó en 1714. El techo del palio es de Teresa del Castillo y el manto de Juan Manuel Rodríguez Ojeda de 1930. El acompañamiento musical corre a cargo de la Banda de Música del Maestro Tejera.
Vicente Gómez-Zarzuela Pérez compone en 1897 la marcha procesional “Virgen del Valle” en memoria de su amigo Alberto Barrau Grande, Doctor en Derecho, redactor del periódico El Porvenir, Fiscal de la Junta Directiva de la Hermandad del Valle y tío paterno de Enrique Barrau.

## Paso por carrera oficial
| Predecesor: La Quinta Angustia | Orden de entrada en carrera oficial (Jueves Santo) 6º lugar | Sucesor: Pasión |